# For Colored Girls
For Colored Girls è un film del 2010 diretto da Tyler Perry.
Film drammatico statunitense, è l'adattamento cinematografico realizzato dallo stesso regista, dell'opera teatrale For Colored Girls Who Have Considered Suicide / When the Rainbow Is Enuf di Ntozake Shange (1975).